# Bretagne Classic 2017
La 81e édition de la Bretagne Classic a lieu le 27 août 2017. Elle fait partie du calendrier UCI World Tour 2017 en catégorie 1.UWT.

## Équipes
| WorldTeams (18)- AG2R La Mondiale - Cannondale-Drapac - FDJ - Astana - Lotto NL-Jumbo - BMC Racing Team - Bahrain-Merida - Bora-Hansgrohe - Dimension Data - Lotto-Soudal - Movistar Team - Quick-Step Floors - Orica-Scott - Katusha-Alpecin - Sky - UAE Team Emirates - Team Sunweb - Trek-Segafredo Équipes continentales professionnelles (7)- Direct Énergie - Bardiani CSF - Fortuneo-Oscaro - Cofidis, Solutions Crédits - Wilier Triestina-Selle Italia - Wanty-Groupe Gobert - Delko Marseille Provence KTM |
| |

## Classements

### Classement final
| \| Classement général \| Classement général \| Classement général \| Classement général \| Classement général \| \| Coureur \| Coureur \| Pays \| Équipe \| Temps \| \| ------------------ \| -------------------- \| ------------------ \| -------------------------- \| ------------------ \| \| 1er \| Elia Viviani \| Italie \| Team Sky \| 5 h 51 min 39 s \| \| 2e \| Alexander Kristoff \| Norvège \| Katusha-Alpecin \| + 0 s \| \| 3e \| Sonny Colbrelli \| Italie \| Bahrain-Merida \| + 0 s \| \| 4e \| Sep Vanmarcke \| Belgique \| Cannondale-Drapac \| + 0 s \| \| 5e \| Michael Matthews \| Australie \| Team Sunweb \| + 0 s \| \| 6e \| Ruben Guerreiro \| Portugal \| Trek-Segafredo \| + 0 s \| \| 7e \| Edvald Boasson Hagen \| Norvège \| Dimension Data \| + 0 s \| \| 8e \| Nacer Bouhanni \| France \| Cofidis, Solutions Crédits \| + 0 s \| \| 9e \| Simone Consonni \| Italie \| UAE Team Emirates \| + 0 s \| \| 10e \| Greg Van Avermaet \| Belgique \| BMC Racing Team \| + 0 s \| |                      |           |                            |                 |
| |                      |           |                            |                 |
| Source : ProCyclingStats |                      |           |                            |                 |
| Classement général |                      |           |                            |                 |
| Coureur | Coureur              | Pays      | Équipe                     | Temps           |
| 1er | Elia Viviani         | Italie    | Team Sky                   | 5 h 51 min 39 s |
| 2e | Alexander Kristoff   | Norvège   | Katusha-Alpecin            | + 0 s           |
| 3e | Sonny Colbrelli      | Italie    | Bahrain-Merida             | + 0 s           |
| 4e | Sep Vanmarcke        | Belgique  | Cannondale-Drapac          | + 0 s           |
| 5e | Michael Matthews     | Australie | Team Sunweb                | + 0 s           |
| 6e | Ruben Guerreiro      | Portugal  | Trek-Segafredo             | + 0 s           |
| 7e | Edvald Boasson Hagen | Norvège   | Dimension Data             | + 0 s           |
| 8e | Nacer Bouhanni       | France    | Cofidis, Solutions Crédits | + 0 s           |
| 9e | Simone Consonni      | Italie    | UAE Team Emirates          | + 0 s           |
| 10e | Greg Van Avermaet    | Belgique  | BMC Racing Team            | + 0 s           |

## Liste des participants
- Liste de départ complète

| Légende | Légende                                                                    | Légende | Légende                                                    |
| ------- | -------------------------------------------------------------------------- | ------- | ---------------------------------------------------------- |
| Num     | Dossard de départ porté par le coureur sur cette Bretagne Classic          | Pos     | Position à l'arrivée de la course                          |
|         | Indique un maillot de champion national ou mondial, suivi de sa spécialité | NP      | Indique un coureur qui n'a pas pris le départ de la course |
| AB      | Indique un coureur qui n'a pas terminé la course                           | HD      | Indique un coureur qui a terminé la course hors des délais |

| AG2R La Mondiale ALM                 | AG2R La Mondiale ALM     | AG2R La Mondiale ALM |
| ------------------------------------ | ------------------------ | -------------------- |
| Num                                  | Coureur                  | Pos                  |
| 1                                    | Oliver Naesen (BEL)      |                      |
| 2                                    | Rudy Barbier (FRA)       |                      |
| 3                                    | François Bidard (FRA)    |                      |
| 4                                    | Gediminas Bagdonas (LTU) |                      |
| 5                                    | Ben Gastauer (LUX)       |                      |
| 6                                    | Nans Peters (FRA)        |                      |
| 7                                    | Christophe Riblon (FRA)  |                      |
| 8                                    | Cyril Gautier (FRA)      |                      |
| Directeur sportif : Stéphane Goubert |                          |                      |

| Cannondale-Drapac CDT              | Cannondale-Drapac CDT     | Cannondale-Drapac CDT |
| ---------------------------------- | ------------------------- | --------------------- |
| Num                                | Coureur                   | Pos                   |
| 11                                 | Alberto Bettiol (ITA)     |                       |
| 12                                 | Patrick Bevin (NZL)       |                       |
| 13                                 | Sebastian Langeveld (NED) |                       |
| 14                                 | Ryan Mullen (IRL)         |                       |
| 15                                 | Pierre Rolland (FRA)      |                       |
| 16                                 | Dylan van Baarle (NED)    |                       |
| 17                                 | Sep Vanmarcke (BEL)       |                       |
| 18                                 | Taylor Phinney (USA)      |                       |
| Directeur sportif : Fabrizio Guidi |                           |                       |

| FDJ                             | FDJ                       | FDJ |
| ------------------------------- | ------------------------- | --- |
| Num                             | Coureur                   | Pos |
| 21                              | Davide Cimolai (ITA)      |     |
| 22                              | Jacopo Guarnieri (ITA)    |     |
| 23                              | Arnaud Démare (FRA)       |     |
| 24                              | David Gaudu (FRA)         |     |
| 25                              | Matthieu Ladagnous (FRA)  |     |
| 26                              | Olivier Le Gac (FRA)      |     |
| 27                              | Benoît Vaugrenard (FRA)   |     |
| 28                              | Ignatas Konovalovas (LTU) |     |
| Directeur sportif : Marc Madiot |                           |     |

| Astana AST                         | Astana AST                | Astana AST |
| ---------------------------------- | ------------------------- | ---------- |
| Num                                | Coureur                   | Pos        |
| 31                                 | Zhandos Bizhigitov (KAZ)  |            |
| 32                                 | Riccardo Minali (ITA)     |            |
| 33                                 | Daniil Fominykh (KAZ)     |            |
| 34                                 | Oscar Gatto (ITA)         |            |
| 35                                 | Andriy Grivko (UKR)       |            |
| 36                                 | Moreno Moser (ITA)        |            |
| 37                                 | Michael Valgren (DEN)     |            |
| 38                                 | Truls Engen Korsæth (NOR) |            |
| Directeur sportif : Stefano Zanini |                           |            |

| Lotto NL-Jumbo TLJ                | Lotto NL-Jumbo TLJ       | Lotto NL-Jumbo TLJ |
| --------------------------------- | ------------------------ | ------------------ |
| Num                               | Coureur                  | Pos                |
| 41                                | Enrico Battaglin (ITA)   |                    |
| 42                                | Martijn Keizer (NED)     |                    |
| 43                                | Tom Leezer (NED)         |                    |
| 44                                | Paul Martens (GER)       |                    |
| 45                                |                          |                    |
| 46                                | Bram Tankink (NED)       |                    |
| 47                                | Victor Campenaerts (BEL) |                    |
| 48                                | Alexey Vermeulen (USA)   |                    |
| Directeur sportif : Merijn Zeeman |                          |                    |

| BMC Racing BMC                   | BMC Racing BMC             | BMC Racing BMC |
| -------------------------------- | -------------------------- | -------------- |
| Num                              | Coureur                    | Pos            |
| 51                               | Silvan Dillier (SUI)       |                |
| 52                               | Jempy Drucker (LUX)        |                |
| 53                               | Amaël Moinard (FRA)        |                |
| 54                               | Michael Schär (SUI)        |                |
| 55                               | Dylan Teuns (BEL)          |                |
| 56                               | Greg Van Avermaet (BEL)    |                |
| 57                               | Danilo Wyss (SUI)          |                |
| 58                               | Nathan Van Hooydonck (BEL) |                |
| Directeur sportif : Valerio Piva |                            |                |

| Bahrain-Merida TBM                   | Bahrain-Merida TBM      | Bahrain-Merida TBM |
| ------------------------------------ | ----------------------- | ------------------ |
| Num                                  | Coureur                 | Pos                |
| 61                                   | Yukiya Arashiro (JPN)   |                    |
| 62                                   | David Per (SLO)         |                    |
| 63                                   | Niccolò Bonifazio (ITA) |                    |
| 64                                   | Borut Božič (SLO)       |                    |
| 65                                   | Sonny Colbrelli (ITA)   |                    |
| 66                                   | Heinrich Haussler (AUS) |                    |
| 67                                   | Enrico Gasparotto (ITA) |                    |
| 68                                   | Luka Pibernik (SLO)     |                    |
| Directeur sportif : Philippe Mauduit |                         |                    |

| Bora-Hansgrohe BOH             | Bora-Hansgrohe BOH      | Bora-Hansgrohe BOH |
| ------------------------------ | ----------------------- | ------------------ |
| Num                            | Coureur                 | Pos                |
| 71                             | Pascal Ackermann (GER)  |                    |
| 72                             | Sam Bennett (IRL)       |                    |
| 73                             | Maciej Bodnar (POL)     |                    |
| 74                             | Marcus Burghardt (GER)  |                    |
| 75                             | Erik Baška (SVK)        |                    |
| 76                             | Juraj Sagan (SVK)       |                    |
| 77                             | Lukas Pöstlberger (AUT) |                    |
| 78                             | Rüdiger Selig (GER)     |                    |
| Directeur sportif : Jens Zemke |                         |                    |

| Dimension Data DDD                          | Dimension Data DDD         | Dimension Data DDD |
| ------------------------------------------- | -------------------------- | ------------------ |
| Num                                         | Coureur                    | Pos                |
| 81                                          | Natnael Berhane (ERI)      |                    |
| 82                                          | Edvald Boasson Hagen (NOR) |                    |
| 83                                          | Nathan Haas (AUS)          |                    |
| 84                                          | Ryan Gibbons (RSA)         |                    |
| 85                                          | Kristian Sbaragli (ITA)    |                    |
| 86                                          | Jacobus Venter (RSA)       |                    |
| 87                                          | Johann van Zyl (RSA)       |                    |
| 88                                          | Jay Robert Thomson (RSA)   |                    |
| Directeur sportif : Jean-Pierre Heynderickx |                            |                    |

| Lotto-Soudal LTS                     | Lotto-Soudal LTS         | Lotto-Soudal LTS |
| ------------------------------------ | ------------------------ | ---------------- |
| Num                                  | Coureur                  | Pos              |
| 91                                   | Tosh Van der Sande (BEL) |                  |
| 92                                   | Sean De Bie (BEL)        |                  |
| 93                                   | Tony Gallopin (FRA)      |                  |
| 94                                   | Moreno Hofland (NED)     |                  |
| 95                                   | Nikolas Maes (BEL)       |                  |
| 96                                   | Jasper De Buyst (BEL)    |                  |
| 97                                   | Jelle Vanendert (BEL)    |                  |
| 98                                   | Tim Wellens (BEL)        |                  |
| Directeur sportif : Frederik Willems |                          |                  |

| Movistar MOV                          | Movistar MOV           | Movistar MOV |
| ------------------------------------- | ---------------------- | ------------ |
| Num                                   | Coureur                | Pos          |
| 101                                   | Héctor Carretero (ESP) |              |
| 102                                   | Dayer Quintana (COL)   |              |
| 103                                   | Carlos Barbero (ESP)   |              |
| 104                                   | Daniele Bennati (ITA)  |              |
| 105                                   | Gorka Izagirre (ESP)   |              |
| 106                                   | Jasha Sütterlin (GER)  |              |
| 107                                   | Jesús Herrada (ESP)    |              |
| 108                                   | José Herrada (ESP)     |              |
| Directeur sportif : José Luis Arrieta |                        |              |

| Quick-Step Floors QST          | Quick-Step Floors QST    | Quick-Step Floors QST |
| ------------------------------ | ------------------------ | --------------------- |
| Num                            | Coureur                  | Pos                   |
| 111                            | Gianluca Brambilla (ITA) |                       |
| 112                            | Laurens De Plus (BEL)    |                       |
| 113                            | Dries Devenyns (BEL)     |                       |
| 114                            | Julien Vermote (BEL)     |                       |
| 115                            | Philippe Gilbert (BEL)   |                       |
| 116                            | Pieter Serry (BEL)       |                       |
| 117                            | Zdeněk Štybar (CZE)      |                       |
| 118                            | Petr Vakoč (CZE)         |                       |
| Directeur sportif : Tom Steels |                          |                       |

| Orica-Scott ORS                     | Orica-Scott ORS           | Orica-Scott ORS |
| ----------------------------------- | ------------------------- | --------------- |
| Num                                 | Coureur                   | Pos             |
| 121                                 | Michael Albasini (SUI)    |                 |
| 122                                 | Simon Gerrans (AUS)       |                 |
| 123                                 | Daryl Impey (RSA)         |                 |
| 124                                 | Caleb Ewan (AUS)          |                 |
| 125                                 | Luka Mezgec (SLO)         |                 |
| 126                                 | Alexander Edmondson (AUS) |                 |
| 127                                 | Mitchell Docker (AUS)     |                 |
| 128                                 | Mathew Hayman (AUS)       |                 |
| Directeur sportif : Laurenzo Lapage |                           |                 |

| Direct Énergie DEN                   | Direct Énergie DEN     | Direct Énergie DEN |
| ------------------------------------ | ---------------------- | ------------------ |
| Num                                  | Coureur                | Pos                |
| 131                                  | Thomas Boudat (FRA)    |                    |
| 132                                  | Lilian Calmejane (FRA) |                    |
| 133                                  | Paul Ourselin (FRA)    |                    |
| 134                                  | Bryan Coquard (FRA)    |                    |
| 135                                  | Fabien Grellier (FRA)  |                    |
| 136                                  | Romain Sicard (FRA)    |                    |
| 137                                  | Perrig Quéméneur (FRA) |                    |
| 138                                  | Angélo Tulik (FRA)     |                    |
| Directeur sportif : Benoît Génauzeau |                        |                    |

| Katusha-Alpecin KAT               | Katusha-Alpecin KAT          | Katusha-Alpecin KAT |
| --------------------------------- | ---------------------------- | ------------------- |
| Num                               | Coureur                      | Pos                 |
| 141                               | Jenthe Biermans (BEL)        |                     |
| 142                               | Jhonatan Restrepo (COL)      |                     |
| 143                               |                              |                     |
| 144                               | Alexander Kristoff (NOR)     |                     |
| 145                               | Viatcheslav Kouznetsov (RUS) |                     |
| 146                               | Rick Zabel (GER)             |                     |
| 147                               | Baptiste Planckaert (BEL)    |                     |
| 148                               | Mads Würtz Schmidt (DEN)     |                     |
| Directeur sportif : Claudio Cozzi |                              |                     |

| Bardiani CSF BRD                    | Bardiani CSF BRD        | Bardiani CSF BRD |
| ----------------------------------- | ----------------------- | ---------------- |
| Num                                 | Coureur                 | Pos              |
| 151                                 | Vincenzo Albanese (ITA) |                  |
| 152                                 | Nicola Boem (ITA)       |                  |
| 153                                 | Mirco Maestri (ITA)     |                  |
| 154                                 | Marco Maronese (ITA)    |                  |
| 155                                 | Lorenzo Rota (ITA)      |                  |
| 156                                 | Paolo Simion (ITA)      |                  |
| 157                                 | Simone Velasco (ITA)    |                  |
| 158                                 | Luca Wackermann (ITA)   |                  |
| Directeur sportif : Stefano Zanatta |                         |                  |

| Sky SKY                             | Sky SKY                  | Sky SKY |
| ----------------------------------- | ------------------------ | ------- |
| Num                                 | Coureur                  | Pos     |
| 161                                 | Owain Doull (GBR)        |         |
| 162                                 | Michał Gołaś (POL)       |         |
| 163                                 | Tao Geoghegan Hart (GBR) |         |
| 164                                 | Philip Deignan (IRL)     |         |
| 165                                 | Michał Kwiatkowski (POL) |         |
| 166                                 | Danny van Poppel (NED)   |         |
| 167                                 | Elia Viviani (ITA)       |         |
| 168                                 | Łukasz Wiśniowski (POL)  |         |
| Directeur sportif : Brett Lancaster |                          |         |

| UAE Emirates UAD                  | UAE Emirates UAD        | UAE Emirates UAD |
| --------------------------------- | ----------------------- | ---------------- |
| Num                               | Coureur                 | Pos              |
| 171                               | Simone Consonni (ITA)   |                  |
| 172                               | Valerio Conti (ITA)     |                  |
| 173                               | Kristijan Đurasek (CRO) |                  |
| 174                               | Marco Marcato (ITA)     |                  |
| 175                               | Simone Petilli (ITA)    |                  |
| 176                               | Edward Ravasi (ITA)     |                  |
| 177                               | Oliviero Troia (ITA)    |                  |
| 178                               | Diego Ulissi (ITA)      |                  |
| Directeur sportif : Orlando Maini |                         |                  |

| Fortuneo-Oscaro TFO              | Fortuneo-Oscaro TFO     | Fortuneo-Oscaro TFO |
| -------------------------------- | ----------------------- | ------------------- |
| Num                              | Coureur                 | Pos                 |
| 181                              | Élie Gesbert (FRA)      |                     |
| 182                              | Romain Hardy (FRA)      |                     |
| 183                              | Kévin Ledanois (FRA)    |                     |
| 184                              | Daniel McLay (GBR)      |                     |
| 185                              | Laurent Pichon (FRA)    |                     |
| 186                              | Florian Vachon (FRA)    |                     |
| 187                              | Anthony Delaplace (FRA) |                     |
| 188                              | Arnaud Gérard (FRA)     |                     |
| Directeur sportif : Roger Tréhin |                         |                     |

| Cofidis COF                     | Cofidis COF              | Cofidis COF |
| ------------------------------- | ------------------------ | ----------- |
| Num                             | Coureur                  | Pos         |
| 191                             | Nacer Bouhanni (FRA)     |             |
| 192                             | Dimitri Claeys (BEL)     |             |
| 193                             | Christophe Laporte (FRA) |             |
| 194                             | Cyril Lemoine (FRA)      |             |
| 195                             | Florian Sénéchal (FRA)   |             |
| 196                             | Julien Simon (FRA)       |             |
| 197                             | Nicolas Edet (FRA)       |             |
| 198                             | Clément Venturini (FRA)  |             |
| Directeur sportif : Didier Rous |                          |             |

| Sunweb SUN                       | Sunweb SUN             | Sunweb SUN |
| -------------------------------- | ---------------------- | ---------- |
| Num                              | Coureur                | Pos        |
| 201                              | Nikias Arndt (GER)     |            |
| 202                              | Roy Curvers (NED)      |            |
| 203                              | Simon Geschke (GER)    |            |
| 204                              | Michael Matthews (AUS) |            |
| 205                              | Ramon Sinkeldam (NED)  |            |
| 206                              | Bert De Backer (NED)   |            |
| 207                              | Mike Teunissen (NED)   |            |
| 208                              | Albert Timmer (NED)    |            |
| Directeur sportif : Luke Roberts |                        |            |

| Trek-Segafredo TFS                 | Trek-Segafredo TFS    | Trek-Segafredo TFS |
| ---------------------------------- | --------------------- | ------------------ |
| Num                                | Coureur               | Pos                |
| 211                                | Ruben Guerreiro (POR) |                    |
| 212                                | Fabio Felline (ITA)   |                    |
| 213                                | Marco Coledan (ITA)   |                    |
| 214                                | Bauke Mollema (NED)   |                    |
| 215                                | Mads Pedersen (DEN)   |                    |
| 216                                | Grégory Rast (SUI)    |                    |
| 217                                | Kiel Reijnen (USA)    |                    |
| 218                                | Jasper Stuyven (BEL)  |                    |
| Directeur sportif : Alain Gallopin |                       |                    |

| Wilier Triestina-Selle Italia WIL  | Wilier Triestina-Selle Italia WIL | Wilier Triestina-Selle Italia WIL |
| ---------------------------------- | --------------------------------- | --------------------------------- |
| Num                                | Coureur                           | Pos                               |
| 221                                | Eugert Zhupa (ALB)                |                                   |
| 222                                | Jakub Mareczko (POL)              |                                   |
| 223                                | Matteo Busato (ITA)               |                                   |
| 224                                | Alberto Cecchin (ITA)             |                                   |
| 225                                | Manuel Belletti (ITA)             |                                   |
| 226                                | Jacopo Mosca (ITA)                |                                   |
| 227                                | Filippo Pozzato (ITA)             |                                   |
| 228                                |                                   |                                   |
| Directeur sportif : Luca Amoriello |                                   |                                   |

| Wanty-Groupe Gobert WGG                      | Wanty-Groupe Gobert WGG | Wanty-Groupe Gobert WGG |
| -------------------------------------------- | ----------------------- | ----------------------- |
| Num                                          | Coureur                 | Pos                     |
| 231                                          | Guillaume Martin (FRA)  |                         |
| 232                                          | Frederik Backaert (BEL) |                         |
| 233                                          | Fabien Doubey (FRA)     |                         |
| 234                                          | Xandro Meurisse (BEL)   |                         |
| 235                                          | Yoann Offredo (FRA)     |                         |
| 236                                          | Simone Antonini (ITA)   |                         |
| 237                                          | Andrea Pasqualon (ITA)  |                         |
| 238                                          | Marco Minnaard (NED)    |                         |
| Directeur sportif : Hilaire Van der Schueren |                         |                         |

| Delko-Marseille Provence-KTM DMP        | Delko-Marseille Provence-KTM DMP | Delko-Marseille Provence-KTM DMP |
| --------------------------------------- | -------------------------------- | -------------------------------- |
| Num                                     | Coureur                          | Pos                              |
| 241                                     | Gatis Smukulis (LAT)             |                                  |
| 242                                     | Julien El Fares (FRA)            |                                  |
| 243                                     | Delio Fernández (ESP)            |                                  |
| 244                                     | Romain Combaud (FRA)             |                                  |
| 245                                     | Mauro Finetto (ITA)              |                                  |
| 246                                     | Quentin Pacher (FRA)             |                                  |
| 247                                     | Thierry Hupond (FRA)             |                                  |
| 248                                     | Ángel Madrazo (ESP)              |                                  |
| Directeur sportif : Freddy Lecarpentier |                                  |                                  |